# Marguerite Gérard
Marguerite Gérard (28. ledna 1761 Grasse – 18. května 1837 Paříž) byla francouzská malířka a zabývala se i rytectvím. Její dílo je řazeno ke klasicismu.

## Život
Marguerite Gérard se začala školit u malíře Fragonarda (1732–1806), svého švagra, který ji motivoval a doporučil k dalšímu studiu. Marguerite Gérard patřila vedle Élisabethy Vigée-Lebrun (1755–1842), Adélaïde Labille-Guiard (1749–1803) a Angeliky Kauffmann (1741–1807) k nejznámějším malířkám své doby.

## Dílo (výběr)

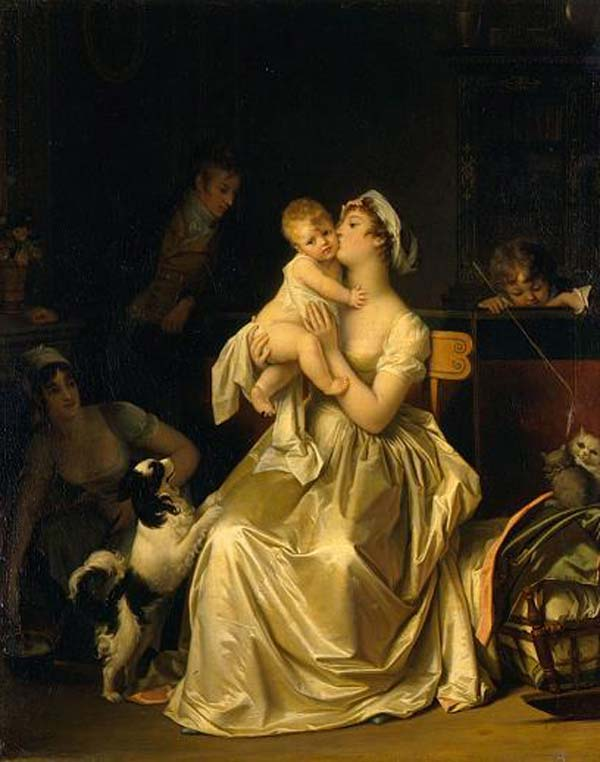
Mateřství, kolem roku 1800
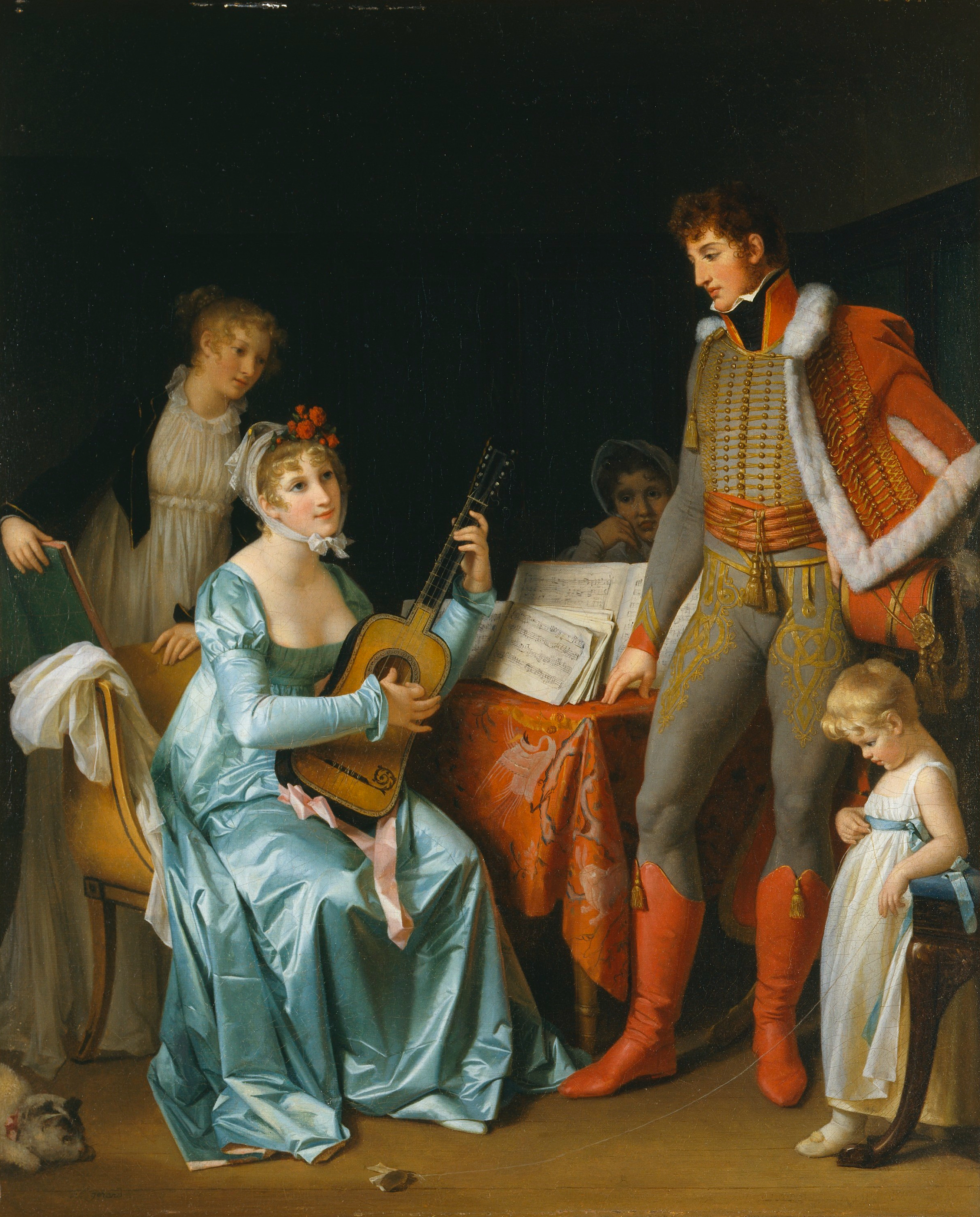
Vévodkyně Abrantes a generál Junot
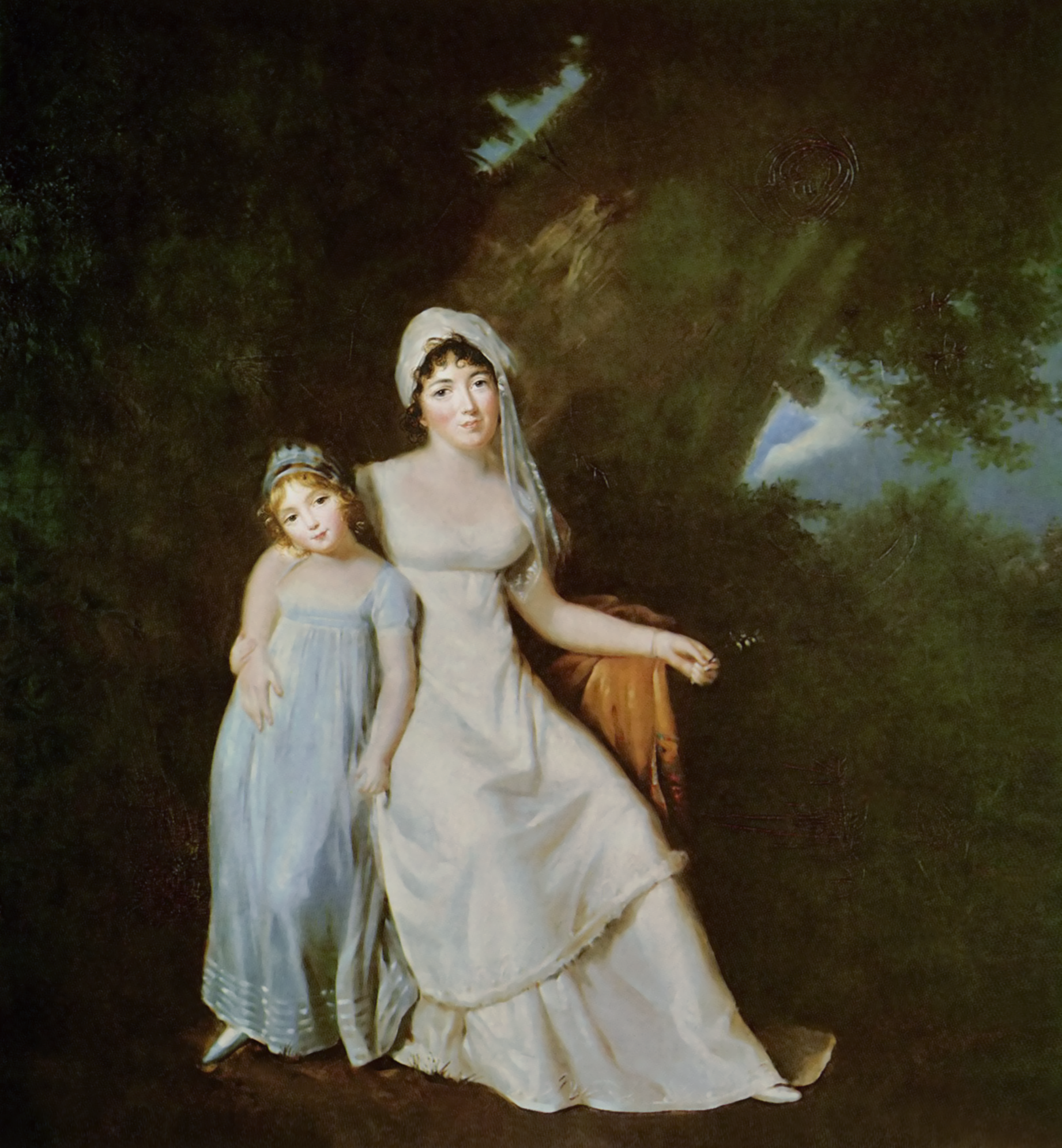
Portrét Madam de Staël
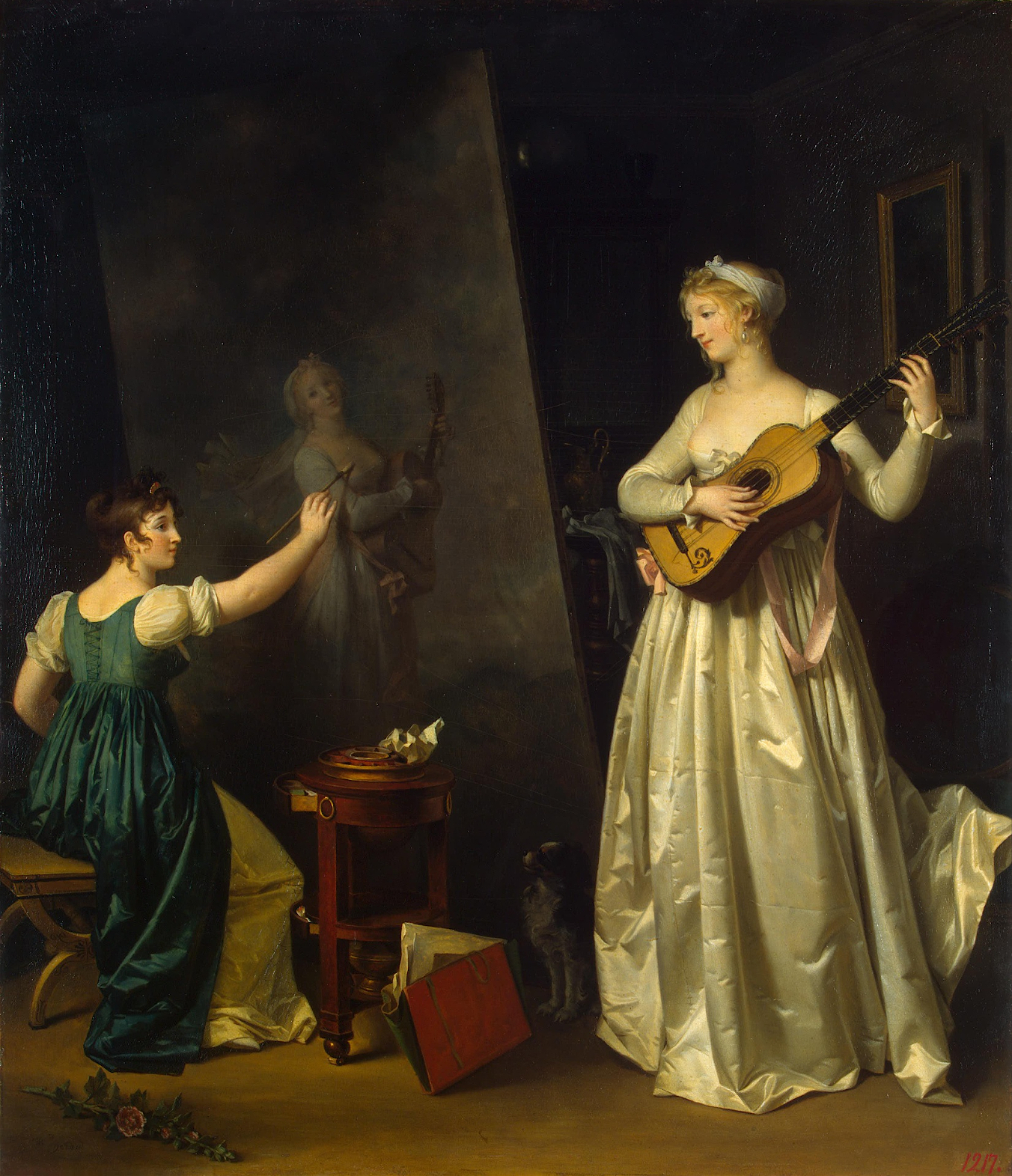
Marguerite Gérard - umělec malující portrét hudebníka